# James St Clair-Erskine (2e comte de Rosslyn)
James St Clair-Erskine, 2e comte de Rosslyn (6 février 1762 - 18 janvier 1837) est un militaire écossais, homme politique et grand maître par intérim de la Grande Loge d’Écosse, au nom du roi George IV.

## Biographie

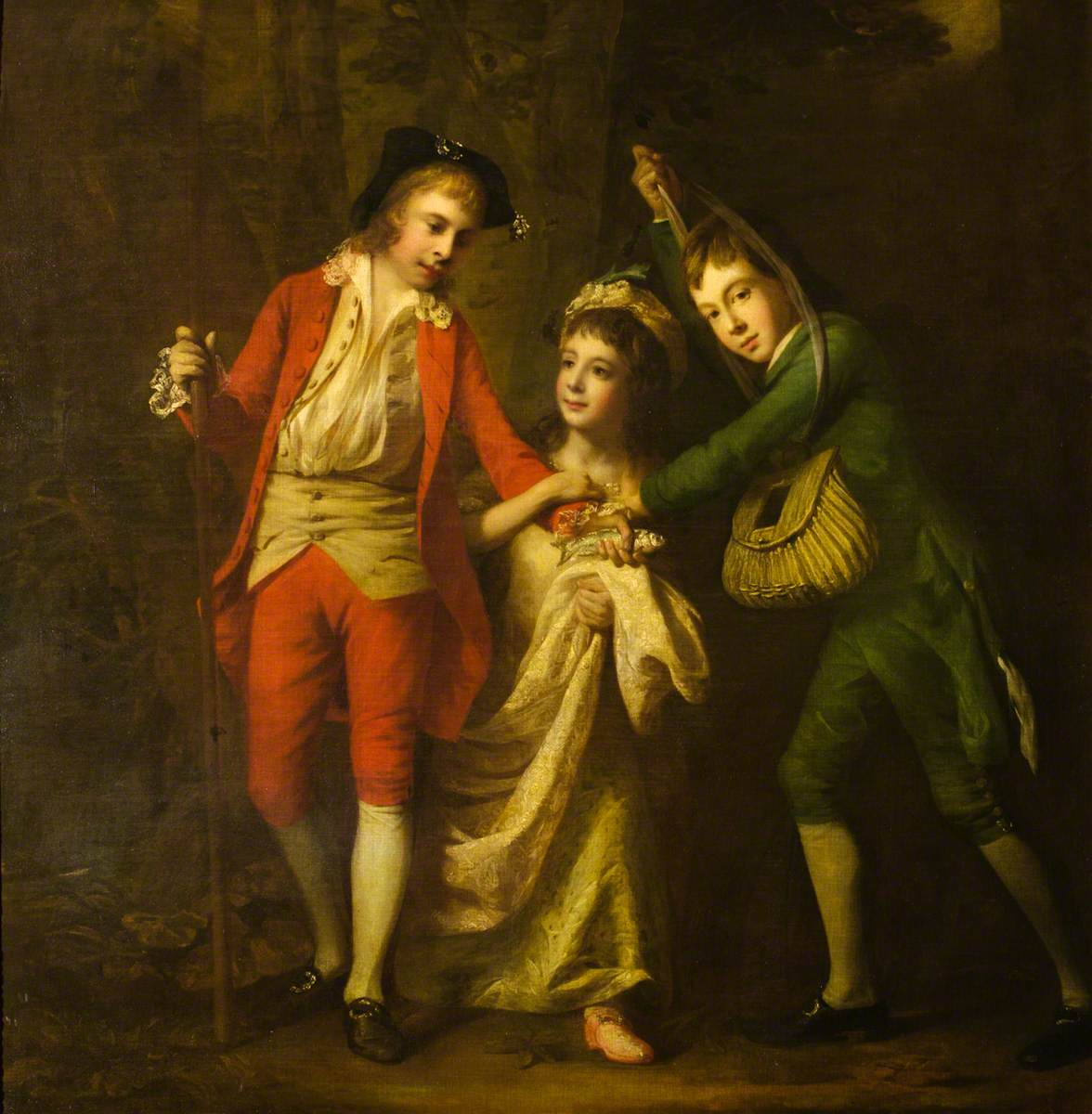
Portrait de James Sinclair-Erskine, plus tard 2e comte de Rosslyn (1762-1837), son frère John et sa sœur Henrietta Maria, peints par Nathaniel (I) Hone.

Il est le fils du Lieutenant général Henry Erskine (5e baronnet), et de Janet, fille de Peter Wedderburn (Lord de la session sous le titre judiciaire de Lord Chesterhall) et sœur d'Alexander Wedderburn (1er comte de Rosslyn). Le comté de Lord Rosslyn a été créé avec un reste spécial pour son neveu, Erskine. Il succède à son père comme sixième baronnet en 1765, à l'âge de trois ans. Il fait ses études à Edinburgh High School et au Collège d'Eton, et est officier au 21th Light Dragoons en 1778.

## Carrière militaire
Il est adjoint Adjudant-général en Irlande en 1782. En 1793, il devient adjudant général et occupe ce poste au siège de Toulon et de la Corse. En 1795, il est promu colonel et nommé aide de camp du roi George III. Il devient major général en 1798, lieutenant-général en 1805 et général en 1814. En 1806, il est membre de la mission spéciale à Lisbonne, qui aboutit à l'envoi de Arthur Wellesley (futur duc de Wellington) dans la péninsule. Il est également en action au Danemark.

## Carrière politique
Il est membre de la Chambre des communes pour les circonscriptions de Castle Rising entre 1782 et 1784 et de Morpeth entre 1784 et 1796. Initialement whig, partisan d'Edmund Burke et de Charles James Fox contre William Pitt le Jeune dans les débats sur la Compagnie des Indes, il est l'un des responsables de la procédure de mise en accusation de Warren Hastings. En 1789, après avoir hérité des domaines Rosslyn et Dysart de son cousin James Paterson St Clair, il adopte le nom de St Clair avant son propre nom de famille. En 1796, il est élu pour Dysart Burghs dans Fife, une circonscription traditionnellement sous l'influence de St Clair.
En janvier 1805, il succède à son oncle comme comte de Rosslyn, selon le reste spécial, étant à présent considéré comme un conservateur et, après la fin des guerres napoléoniennes, poursuit sa carrière politique à la Chambre des lords. Il est membre du cabinet en tant que Lord du sceau privé de 1829 à 1830 sous la direction du duc de Wellington et Lord président du Conseil sous Robert Peel de 1834 à 1835. En 1829, il est admis au Conseil privé.

## Famille
Lord Rosslyn épouse Harriet Elizabeth, fille d'Edward Bouverie, en 1790. Elle est décédée en août 1810. Rosslyn reste veuf jusqu'à sa mort en janvier 1837, à l'âge de 74 ans. Son fils, James St Clair-Erskine (3e comte de Rosslyn), lui succède.